# Otín u Měřína

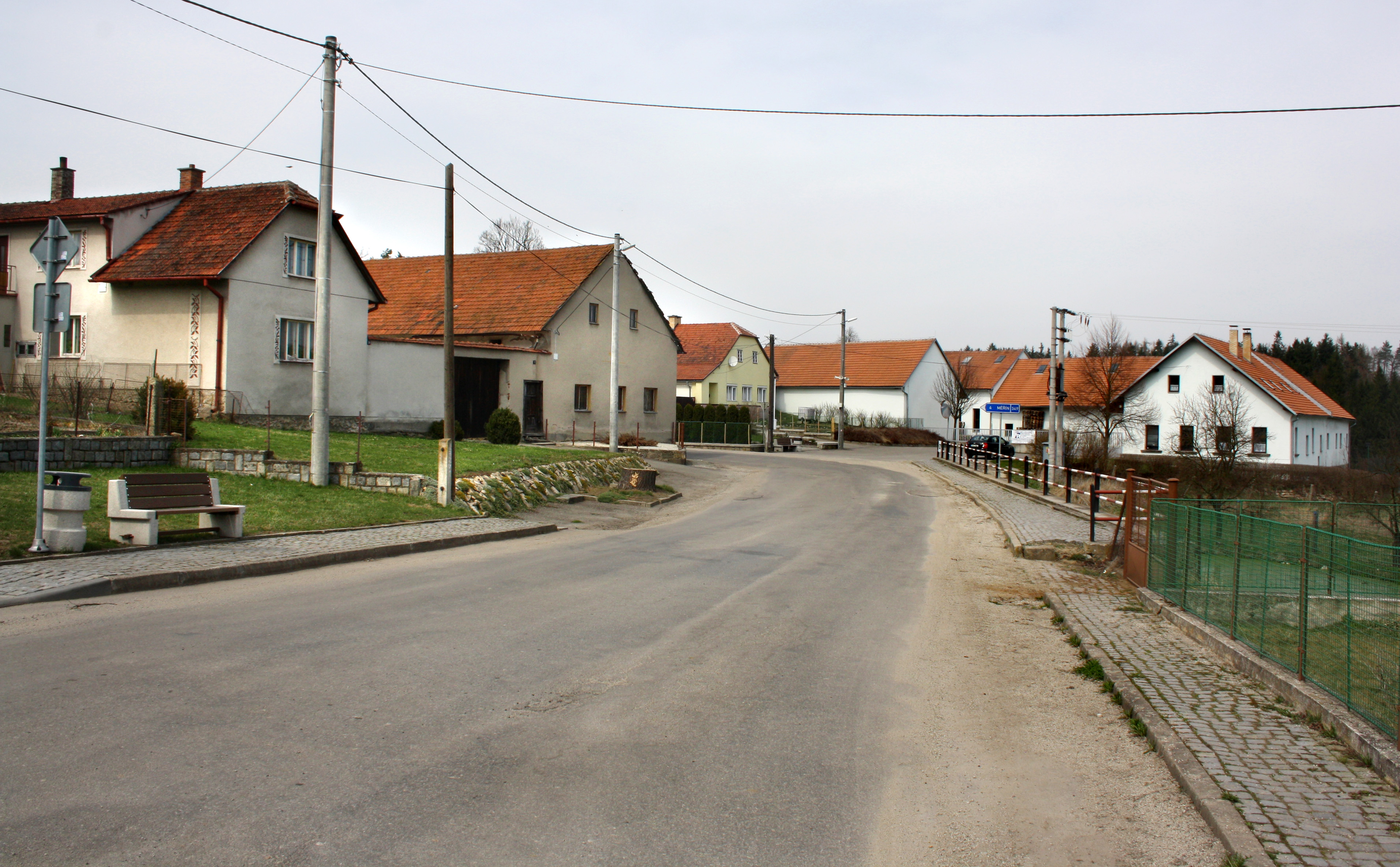
Otín

Otín (deutsch Wottin) ist eine Gemeinde in Tschechien. Sie liegt acht Kilometer westlich von Velké Meziříčí und gehört zum Okres Žďár nad Sázavou.

## Geographie
Otín befindet sich rechtsseitig über dem Tal des Baches Žďárka im Krischanauer Bergland (Křižanovská vrchovina) im Süden der Böhmisch-Mährischen Höhe. Im Osten liegt das Tal der Balinka. Südwestlich erhebt sich die Pavlínovská horka (614 m) und im Westen der Chlumek (628 m).
Nachbarorte sind Pustina im Norden, Nová Zhoř und Stránecká Zhoř im Nordosten, Frankův Zhořec im Osten, Šeborov und Uhřínov im Südwesten, Pohořílky im Süden, Pavlínov im Südwesten, Geršov im Westen sowie Měřín im Nordwesten.

## Geschichte
Die erste urkundliche Erwähnung von Votín erfolgte im Jahre 1379. Zu dieser Zeit gehörte ein Teil des Dorfes zur Herrschaft Meziříčí. Weitere Anteile besaßen der örtliche Freihof und das Gut Stránecká Zhoř. 1398 verkaufte Jan von Bendín den Freihof. Zu den weiteren Besitzern gehörte die Familie Čermák, die sich später von Votín nannte. Ihr entstammte der am 21. Juni 1621 in der Prager Altstadt durch Jan Mydlář hingerichtete Ondřej Kocour von Votín.
Die Zinseinnahmen aus dem zu Stránecká Zhoř gehörigen Teil kaufte später Ondřej von Pyšel. 1568 wurde der Freihof als wüst bezeichnet. Der Meziříčer Anteil von Votín war Sitz eines Erbrichters. Die Dreiteilung des Dorfes bestand bis 1848. Nach der Aufhebung der Patrimonialherrschaften entstand 1850 die politische Gemeinde Votín in der Bezirkshauptmannschaft Velké Meziříčí. Zu Votín gehörten zu dieser Zeit noch die außerhalb gelegene Dörrhütte und das Hegerhaus Křekovec. Seit 1924 trägt die Gemeinde den Namen Otín. Zu Beginn des Jahres 1961 wurde Otín dem Okres Žďár nad Sázavou zugeordnet und zugleich Geršov und Pohořílky, die zuvor zu Pavlínov gehört hatten, eingemeindet.

## Gemeindegliederung
Die Gemeinde Otín besteht aus den Ortsteilen Geršov (Gerschdorf), Otín (Wottin) und Pohořílky (Pohorschilek) sowie der Einschicht Pouště.
Das Gemeindegebiet gliedert sich in die Katastralbezirke Geršov, Otín u Měřína und Pohořílky u Otína.

## Sehenswürdigkeiten
- Glockenturm aus dem 19. Jahrhundert, am Dorfplatz
- Steinkreuz, errichtet 1856

## Söhne und Töchter der Gemeinde
- Jiří Floumaurer († 1737), Baumeister, Erbauer der Kirche in Uhřínov